# Marianne Lothar
Marianne Lothar (* 12. Juni 1906 in Biel; † 8. Oktober 1996) war eine schweizerisch-US-amerikanische Bürgerrechtsaktivistin in den USA, Sozialarbeiterin und linke Aktivistin in der Schweiz.

## Werdegang
Marianne Lothar (-Kater) war US-Staatsbürgerin und Schweizerin. Ihr Vater war der Seidenfachmann Eliazar Louis Kater und ihre Mutter Sara, geborene Taubé. Lothar heiratete den Kunstmaler Ernest Louis Kater.
Nach ihrer Matura bildete sie sich in Zürich zur Sozialarbeiterin aus. Ab Mitte der 1920er Jahr war sie in der Mittelschülerbewegung und später im sozialistischen Freibund aktiv. Sie beteiligte sich als Trotzkistin ab 1928 am Aufbau der linken Opposition der Kommunistischen Partei und gehörte in den 1930er Jahren der Marxistischen Aktion der Schweiz an.
1939–1940 war sie in der jüdischen Flüchtlingshilfe aktiv. Danach lebte sie mit ihrem Mann in einer jüdischen Flüchtlingssiedlung in der Dominikanischen Republik. 1947 reiste sie in die USA, war als Sozialarbeiterin tätig und engagierte sich in der Bürgerrechtsbewegung der Schwarzen. 1971 kehrte sie in die Schweiz zurück und arbeitete als Supervisorin im Jugendamt der Stadt Zürich. Sie schloss sich der Sozialdemokratischen Partei an und war bis 1991 im Verein für Altersfragen in Oerlikon aktiv.